# Chou palmier
Ne doit pas être confondu avec Sabal palmetto ou Chou palmiste.

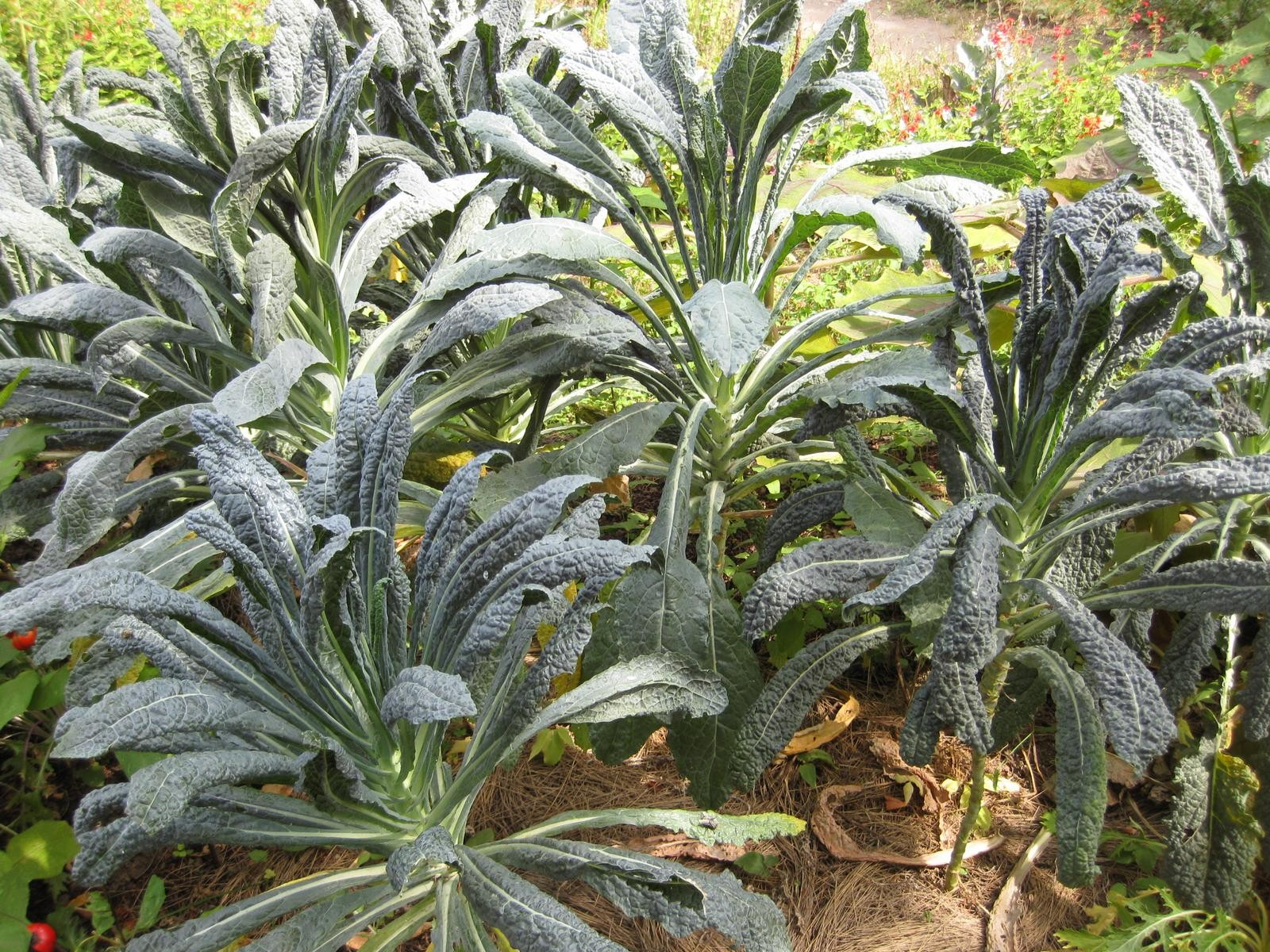
Chou palmier.

Le chou palmier (Brassica oleracea var. palmifolia DC. (B. oleracea Groupe Jersey Kale or Palmtree Kale) est une variété de chou apparentée au chou frisé, c'est-à-dire au groupe de cultivars Acephala (signifiant « sans tête »), donc faisant partie des choux non pommés. Il est aussi appelé corne de cerf et fait partie des plantes commercialisées sous le nom de chou kale. Il est ainsi appelé kale noir ou encore kale lacinato. La variété la plus courante est le noir de Toscane (nero di Toscana).

## Description
La tige peut atteindre 2 m de hauteur, elle est marquée de cicatrices dues à la chute des premières feuilles, elle se termine par un bouquet de feuilles entières longues de 0,60 à 0,80 cm et larges de 0,08 à 0,10 cm. Ces feuilles sont d'un vert foncé, presque noir et finement cloquées. Les feuilles d'abord droites et raides se recourbent ensuite, donnant ainsi l'aspect d'un petit palmier. Ce chou-palmier ne fleurit souvent que la 3e année, ayant atteint une taille considérable. Il est plutôt utilisé à titre de plante d'ornement en France.

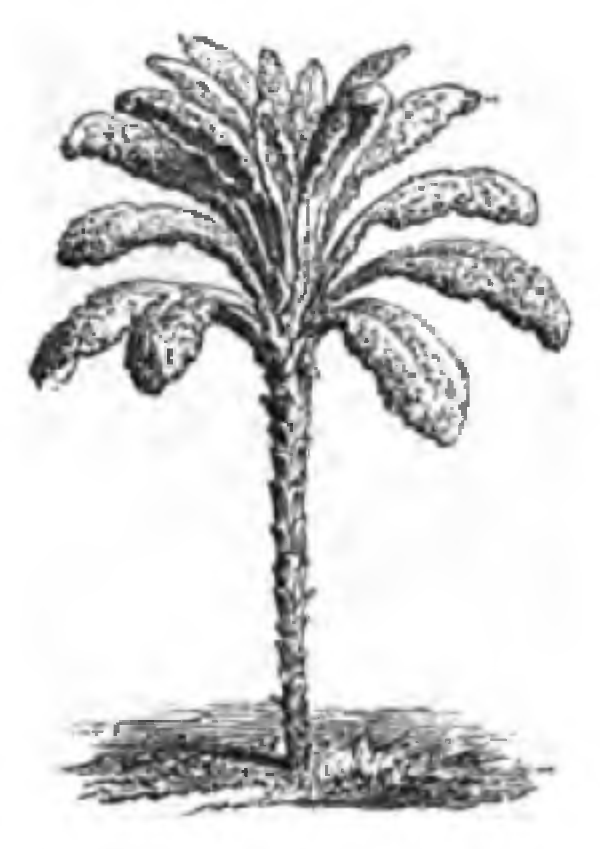
Chou palmier, illustration Vilmorin (1883).